# Talakhu
Talakhu (en népalais : तलाखु) est un comité de développement villageois du Népal situé dans le district de Nuwakot. Au recensement de 2011, il comptait 2 976 habitants.